# Německý kontinentální program hlubinného vrtání
Německý kontinentální program hlubinného vrtání (německy Kontinentales Tiefbohrprogramm der Bundesrepublik Deutschland, ve zkratce KTB) byl velký geovědný výzkumný projekt prováděný v letech 1987 až 1995 v Německu. Tehdejší Spolkové ministerstvo pro výzkum a techniku financovalo projekt částkou 528 milionů DM (270 milionů eur), sponzorem projektu byl Zemský úřad pro výzkum půdy v Dolním Sasku. V hloubce 9101 metrů je vrt nejhlubším v Německu a jedním z nejhlubších na světě. Program hlubinných vrtů přinesl rozsáhlé a částečně přijaté hypotézy odporující novým poznatkům o zemské kůře. Pokračovatelem programu je International Continental Scientific Drilling Program (ICDP).
V letech 1996 až 2001 provozovalo GeoForschungsZentrum Potsdam (GFZ) v zařízení hloubkovou observatoř, která dohlížela na další vědecké využití dvou vrtů v rámci ICDP. Od té doby je nemovitost a budova ve vlastnictví Nadace GEO Centra při KTB, která od roku 1998 provozuje GEO Centrum, veřejné informační a vzdělávací zařízení. Návštěvníci si mohou prohlédnout stále největší pozemní vrtnou soupravu na světě a na akcích a speciálních výstavách jsou informováni o aktuálních geovědních a geotechnických tématech. Vědecké využití dvou vrtů je také možné.

## Důvody hlubinného vrtání
Hlubinné vrty lze rozdělit do dvou skupin podle toho, jakou část zemské kůry chtějí geovědci zkoumat. Buď vrtají na pevnině kontinentů se stacionárními vrtnými věžemi, nebo z mobilních vrtných lodí na vodách světových oceánů do tenké oceánské kůry. Obě kůry se liší. Zatímco kontinentální kůra je stará až 3,5 miliardy let, dno světových oceánů je staré jen 200 milionů let.
Většina lidí si pojmy jako vrtná věž nebo vrt spojuje s hledáním nerostných zdrojů. Vrtné soupravy na plošinách jsou viditelným znakem toho, že energetická společnost opět úspěšně objevila nové ropné pole hluboko pod mořským dnem.
Každý rok se po celém světě vyvrtají tisíce vrtů, většinou při hledání ropy a plynu. Občas se dosáhne i značných hloubek, jako například v roce 1974 při průzkumu zemního plynu v americkém státě Oklahoma, kde se vrtání zastavilo na 9 583 metrech. Tyto vrty však většinou provrtávají sedimentární horninu, která je díky pravidelnému sledu vrstev méně tvrdá a snáze prostupná než metamorfity v oblasti KTB.
Existují však i jiné, méně komerční důvody, proč se lidé pouštějí do hlubin zemské kůry. Geovědci hledají odpovědi na otázky co je to za kůru, na které se pohybujeme. Z čeho se skládá? Jak je to strukturováno? Je kůra oceánů stejná jako kůra kontinentů? Jednou z metod, kterou geovědci používají k nalezení odpovědí na tyto a další otázky je hlubinné vrtání. V této oblasti zemské kůry dochází vlivem obrovského tlaku a stoupajících teplot k metamorfóze hornin. Co se děje ve velkých hloubkách je v laboratořích obtížné napodobit a geovědci musí dělat příliš mnoho odhadů, aby mohli experimentovat a interpretovat výsledek. Aby vědci přesněji zjistili, co se děje s horninou po miliony let pod tlakem a teplem, musí se na ni podívat přímo na místě a proniknout do hlubin zemské kůry.

## Výběr lokality
V roce 1981 byly zahájeny přípravné práce na „Kontinentálním programu hlubinných vrtů Spolkové republiky Německo“. Kromě logistických problémů, se kterými se musela 60členná projektová skupina potýkat, byl výběr lokality. První fáze projektu zahrnovala geologický, petrologický a geofyzikální průzkum ve dvou cílových oblastech v Horní Falci a Schwarzwaldu a výběr vhodné lokality. Tato fáze byla zahájena v září 1986. Byla vybrána lokalita u Windischeschenbachu. Tato oblast byla pro projekt zajímavá, protože před asi 350 až 320 miliony let se v oblasti Horní Falce srazily dvě kontinentální desky. Různé oblasti kůry byly nasouvány přes sebe a hluboce položené části zemské kůry byly vyzdviženy do hloubek, dosažitelných hlubinnými vrty.

## Geologické poměry
Lokalita se nachází v severní části geologické zóny Erbendorf Vohenstrauß (ZEV), na západním okraji Českého masivu. Na západě je zóna ohraničena tzv. franskou linií. Na povrchu ji tvoří především metamorfované horniny, které vznikly metamorfózou čedičových a sedimentárních matečných hornin. Podle výsledků předběžného průzkumu se zóna ZEV jevila jako pozůstatek příkrovového komplexu nad zónou sutury dvou obrovských bloků kontinentální kůry. Tu tvoří saxothuringikum a moldanubikum, které se srazily a byly spojeny dohromady během variské orogeneze.
Po předběžných průzkumech, zejména seismickém „skenování“, se ukázalo, že hranice mezi saxothuringenskou a moldanubickou oblastí ve Windischeschenbachu probíhá v relativně malé hloubce a je pokryta třetí jednotkou - „zónou Erbendorf-Vohenstrauß“ (ZEV ).
Geologové tuto zónu interpretují jako pozůstatek skalního pokryvu, který byl nasunut z jihovýchodu při vzniku hor.
Tým KTB proto očekával, že narazí na skrytý steh pod svrchní jednotkou, který měl být podle seismických nálezů silný tři až pět kilometrů. To se však neprokázalo. Hlavní vrt protínal jednotky zóny Erbendorf Vohenstrauß v celém rozsahu hloubky vrtu a prokázalo se, že Windischeschenbach leží uprostřed geotektonické zemské kůry, která je považována za tuhou a pevnou a neodpovídá jakékoli aktivní horské zóně.

## Pilotní vrtání
V září 1987 začalo pilotní vrtání, které dosáhlo v dubnu 1989 své konečné hloubky 4 000,1 m. Základní úkol pilotního vrtání bylo získat zkušenosti s vrtáním v krystaliniku a zajistit parametry plánování pro hlavní vrt a prověřit zda bude možné prohloubení hlavního vrtu na přibližně 12 000 metrů. V hloubce 4 000 metrů vrt narazil na své technické limity. Proto byla vyvinuta nová technologie.

## Hlavní vrtání
Dne 8. září 1990 začalo vrtání hlavním vrtem, vzdáleným 200 m východně od 4000 m hlubokého pilotního vrtu a do konce roku 1994 měl dosáhnout hloubky 10 000 m. Jednalo se o první velký německý projekt základního geovědního výzkumu po přípravné a pilotní fázi.
Vrtná souprava byla speciálně navržena a postavena pro hlavní vrt a vybavena poloautomatickým systémem manipulace se soutyčím.
Vrtná věž včetně spodní stavby má celkovou výšku 82,75 m. Pracovní plošina umístěná ve spodní stavbě byla ve výšce 11,75 m. Napájení stanice bylo v provedení o vysokém napětí 20 kV s výkonem 7 MVA. Vlastní kladkostroj měl příkon 2 200 kW. Čerpadla proplachovací kapaliny měla provozní tlak 350 barů. Vysoká teplota a neočekávaná plasticita hornin znemožnila další vrtání. Vědci však získali tisíce vrtných vzorků z nejrůznějších hloubek a vznikla kamenná knihovna zemské kůry.

### Vrtné nářadí
Vrtmistři používali k vrtání rotační vrtné korunky ve kterých se proti sobě otáčí několik ocelových kuželů pokrytých tvrdými kovy a opatřené diamantovými úlomky.

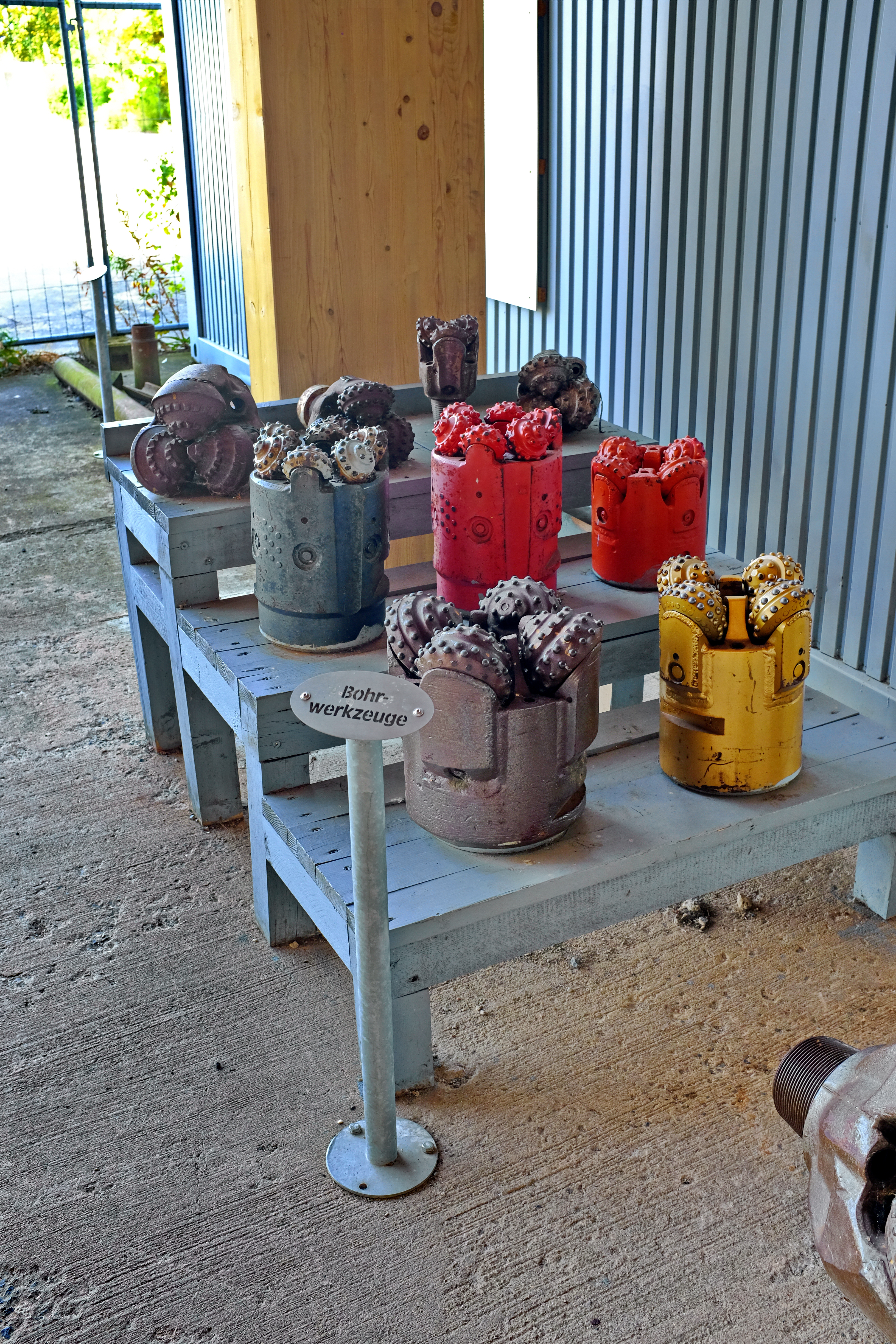
Vrtné korunky

Tvrdý kov čepu se časem opotřeboval. Při tom se vylamovaly diamantové třísky, ale zároveň se objevovaly nové ostré třísky. Zatímco se samoostřící korunka zařezávala do horniny, v prstenci uprostřed zůstávalo vrtné jádro, které geology zajímalo. Dutou vrtnou tyčí byla pumpována pod vysokým tlakem proplachovací kapalina. Ta uváděla vrták do rotace a vynášela rozemleté vrtné úlomky a vrtný prach nahoru. Zároveň vrt chladila, promazávala a stabilizovala. U KTB však měla výplachová kapalina ještě další funkci. Sloužila jako přenašeč geochemických informací tím, že poskytovala informace o právě provrtané hornině, a umožňovala také rychlou detekci kapalin. Aby mohla tento úkol řádně plnit, byl vyvinut systém, který obsahoval syntetický silikát konstantního složení. V době vrtání byla směs tekutá. Jakmile se ale vrtání zastavilo, směs okamžitě ztuhla do želé.

## Výsledky

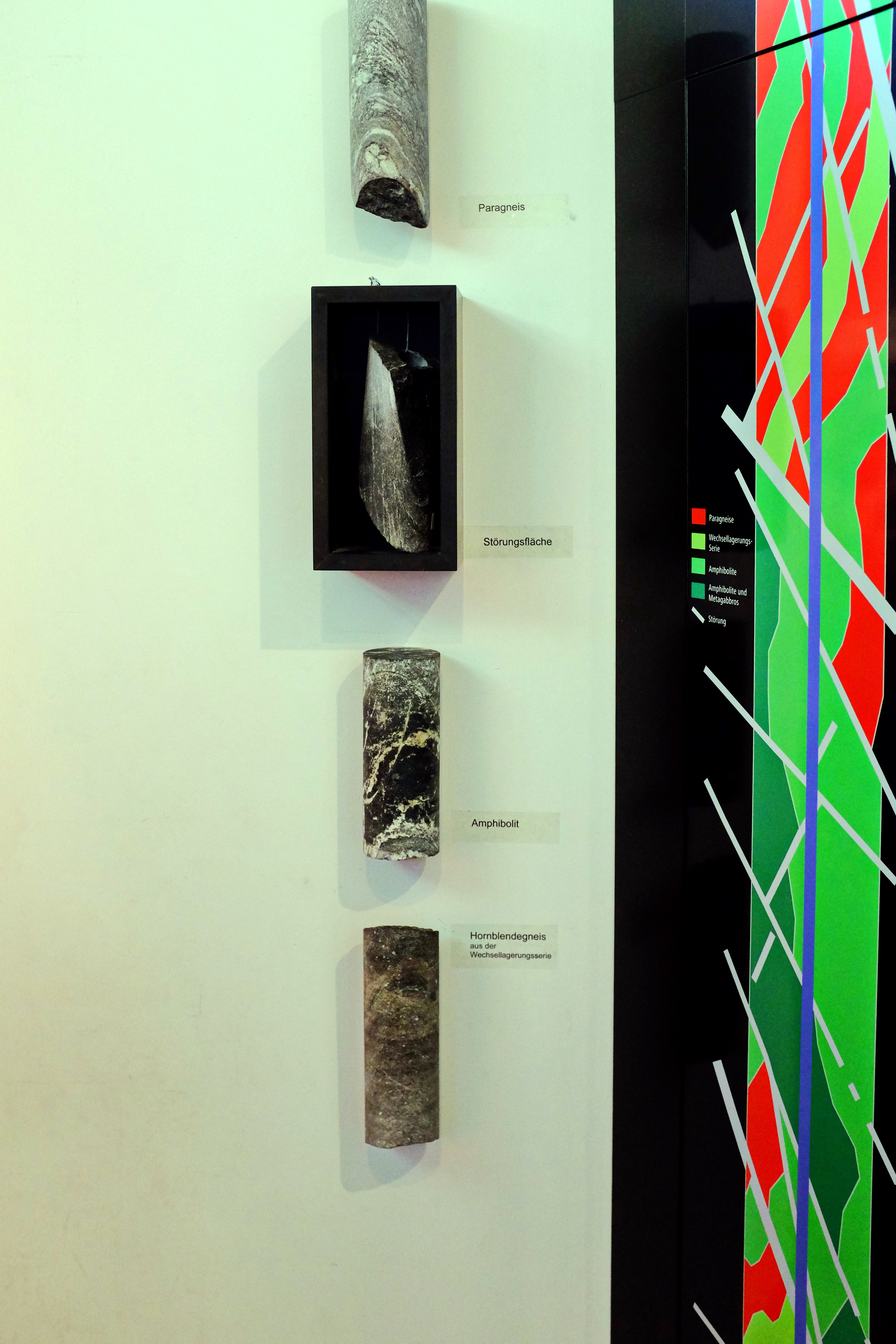
Vrtná jádra v GEO-Centru

Po 1 468 dnech doby vrtání bylo 12. října 1994 zastaveno hlavní vrtání v hloubce 9101 metrů a okolní teplotě asi 275 stupňů Celsia. Původně se zamýšlelo vrtat až do hloubky 12 až 14 kilometrů, kde se při teplotách 250–300 stupňů Celsia stává hornina plastickou. Aby se vrt dostal do takové hloubky, bylo nutné vyvrtat do té doby nezvykle svislý vrt ve velmi tvrdé hornině skalního podloží.
Projekt byl úspěšným, i když nebylo dosaženo původně zamýšlené hloubky. Vrtání muselo být zastaveno, protože teplota stoupala rychleji, než se očekávalo. Místo toho, aby očekávaný rozsah teplot 250 až 300 stupňů Celsia byl dosažen po 12 až 14 kilometrech, byly již od 9 000 metrů teploty tak vysoké, že hornina začala být plastickou. Tento objev vyvolává otázku, zda není na některých místech za dosud zkoumanými relativně malými hloubkami k dispozici mnohem více geotermální energie, než se dříve předpokládalo.
Sovětští vědci a inženýři provedli průkopnickou práci ve skalním podloží v Murmanské oblasti na poloostrově Kola. Po letech bojů o dosažení posledních 200 metrů postoupili do hloubky 12 260 metrů. Odchylka od kolmice však u murmanského vrtu byla až 840 metrů, což prakticky znemožňovalo komplexní vyhodnocení.
Důležitým výsledkem bylo, že vědcům se podařilo objasnit povahu seismických reflektorů ve skalním podloží. Ukázalo se, že se jedná o struktury zcela odlišné od struktur ve svrchních horninách, takže se nelze opřít o zkušenosti získané ve svrchních horninách. Kromě toho bylo poprvé možné měřit napětí hornin v profilu od zemského povrchu až do hloubky více než 9 000 metrů. Za tímto účelem spustili experimentátoři více než 400 minitřesení tlakem těžkého roztoku čerpaného do vrtu, dokud se okolní hornina nezačala lámat. Otřesy vyvolané tímto seismickým experimentem byly dokonce zaznamenány v Pasově a Linci, i když ne v takové síle, jakou by lidé cítili. Průzkumy v KTB však umožnily porovnat nalezené horninové struktury se seismickými záznamy a poskytnout tak základ pro budoucí projekty v hluboce uložených horninách.
K vyvrtání hlubokého vrtu použili němečtí odborníci na vrtání vertikální vrtací systémy speciálně vyvinuté pro tento rozsáhlý projekt, které automaticky udržují vrtací nástroj v kolmé poloze proti zvláště silným vychylovacím silám ve skalním podloží. Senzory nepřetržitě měřily sklon dláta ve vrtu. V případě odchylek od svislice se aktivoval elektronický řídicí systém prostřednictvím magnetických ventilů připevněných řídicích žeber. Hydraulicky poháněné žebro se vysouvalo ve směru ke stěně vrtu a způsobovalo tak korekci. Tímto způsobem se udržela kontrola nad vrtákem na konci tyče.
Po třech následných rozsáhlých testech byla provozní fáze ukončena podle plánu 31. prosince 1994.
S konečnou hloubkou více než devět kilometrů byl výzkumný vrt KTB technickým mistrovským dílem. Především právě proto, že výzkum přišel s velkými překvapeními, která přinesla zásadní nové geovědní poznatky, například o stavbě a vývoji evropského kontinentu a výskytu kapalin a plynů v hloubkách zemské kůry.

## Geo-Centrum KTB

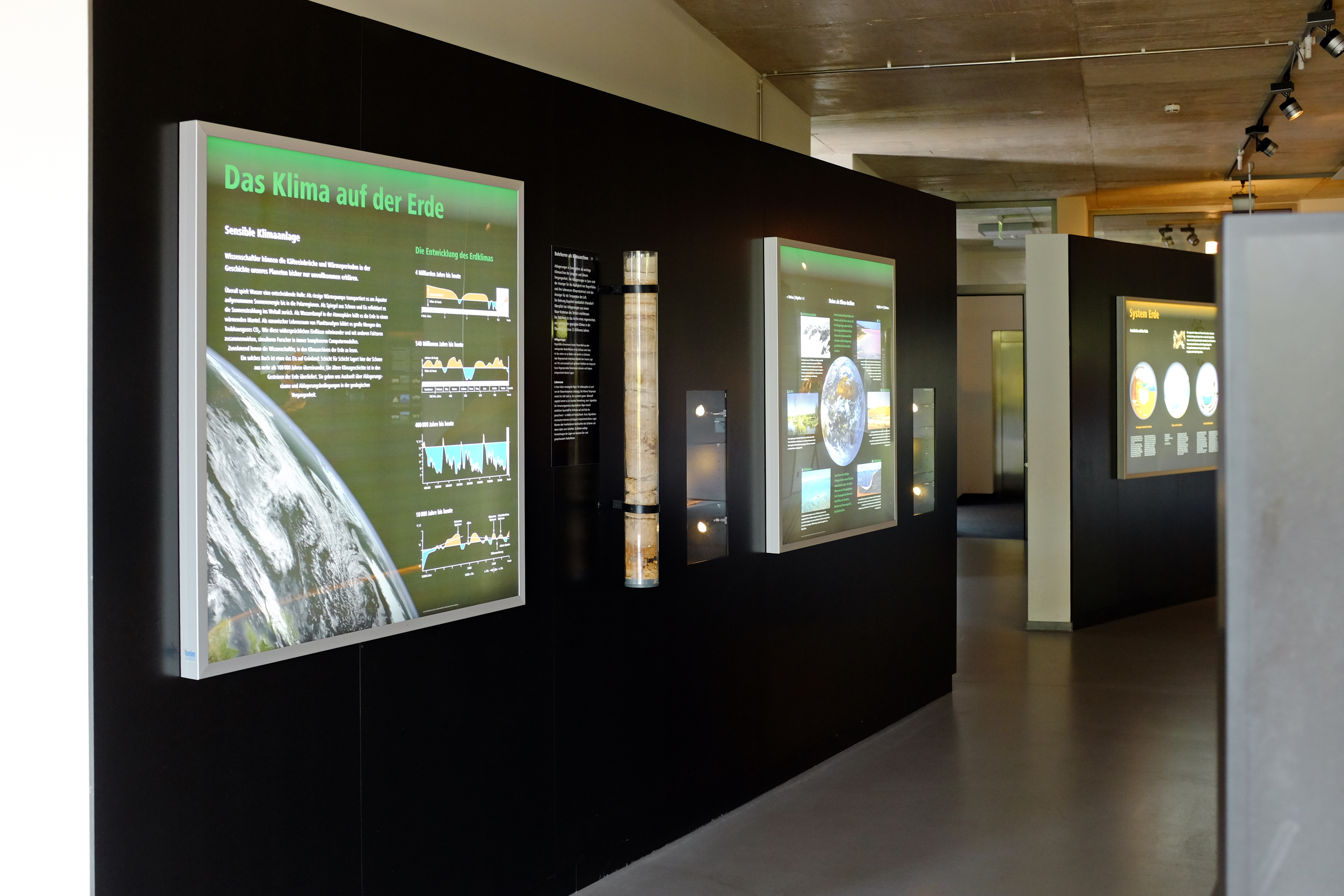
GEO-Centrum

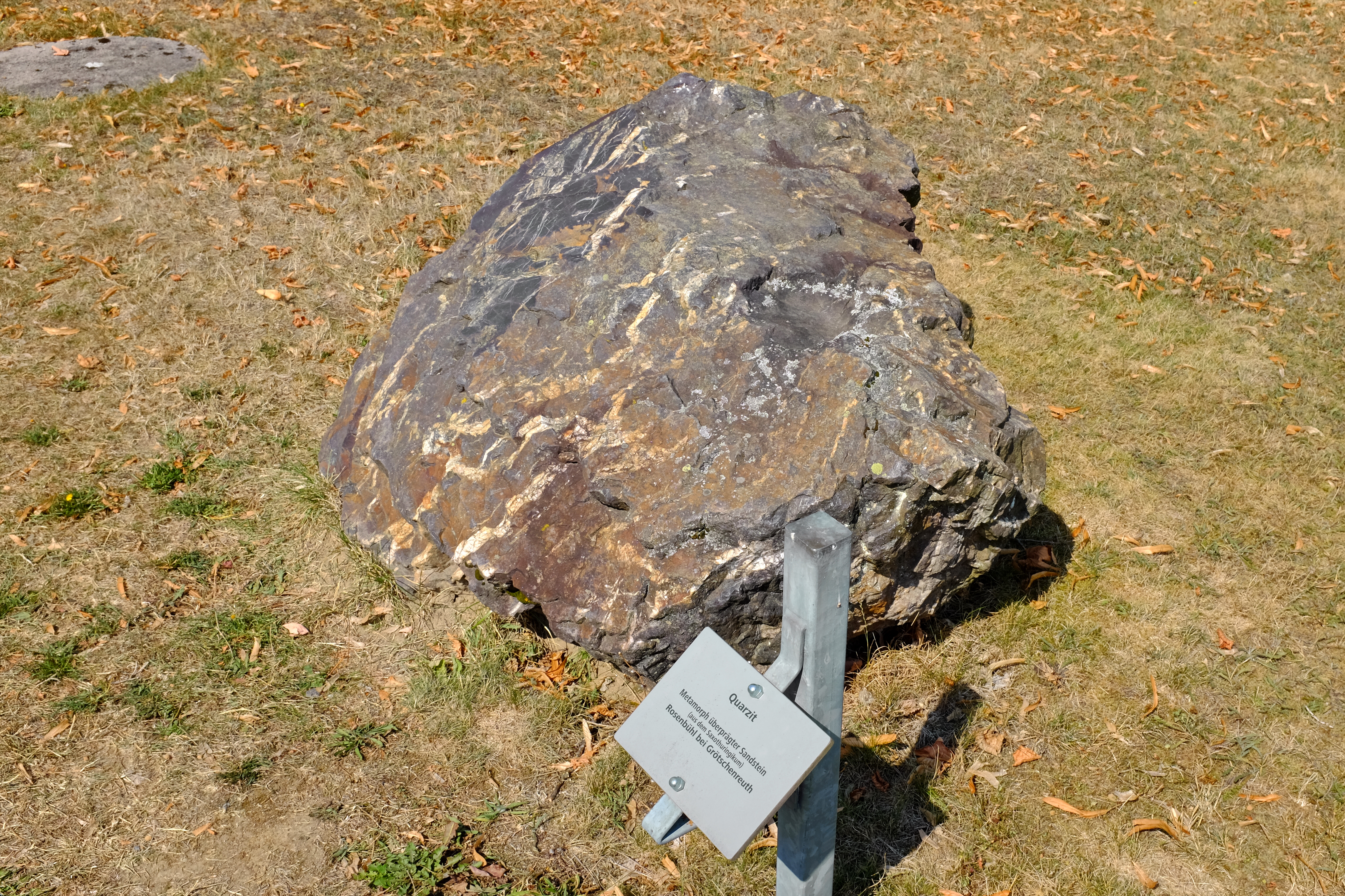
Venkovní expozice hornin

Po ukončení vrtání vzniklo v roce 1998 vedle vrtné věže informační středisko, jako informační a společenské středisko pro vědu, školu a veřejnost. Ukazuje vývoj planety země a interaktivně předvádí základní geologické modely, které utvářely naší planetu. Němečtí a čeští geologové na základě spolupráce na vrtu přišli na myšlenku založit Česko-bavorský geopark. V Geo-Centru je k dispozici mnoha letáků a brožurek zaměřených na Česko-bavorský geopark. Na volné ploše v okolí vrtné věže se nacházejí ukázky okolních hornin.